# Dinard Golf
Dinard Golf est un terrain de golf français situé à Saint-Briac-sur-Mer, dans le département d'Ille-et-Vilaine.
Inauguré en 1890, c’est le second plus ancien golf de France après celui de Pau qui date de 1856. Son club-house est protégé au titre des monuments historiques. Son parcours de 18 trous offre une vue sur la mer Il est également équipé d'un practice, d'un putting green et d'un pitching green ainsi que d'un proshop.[réf. souhaitée]

## Histoire

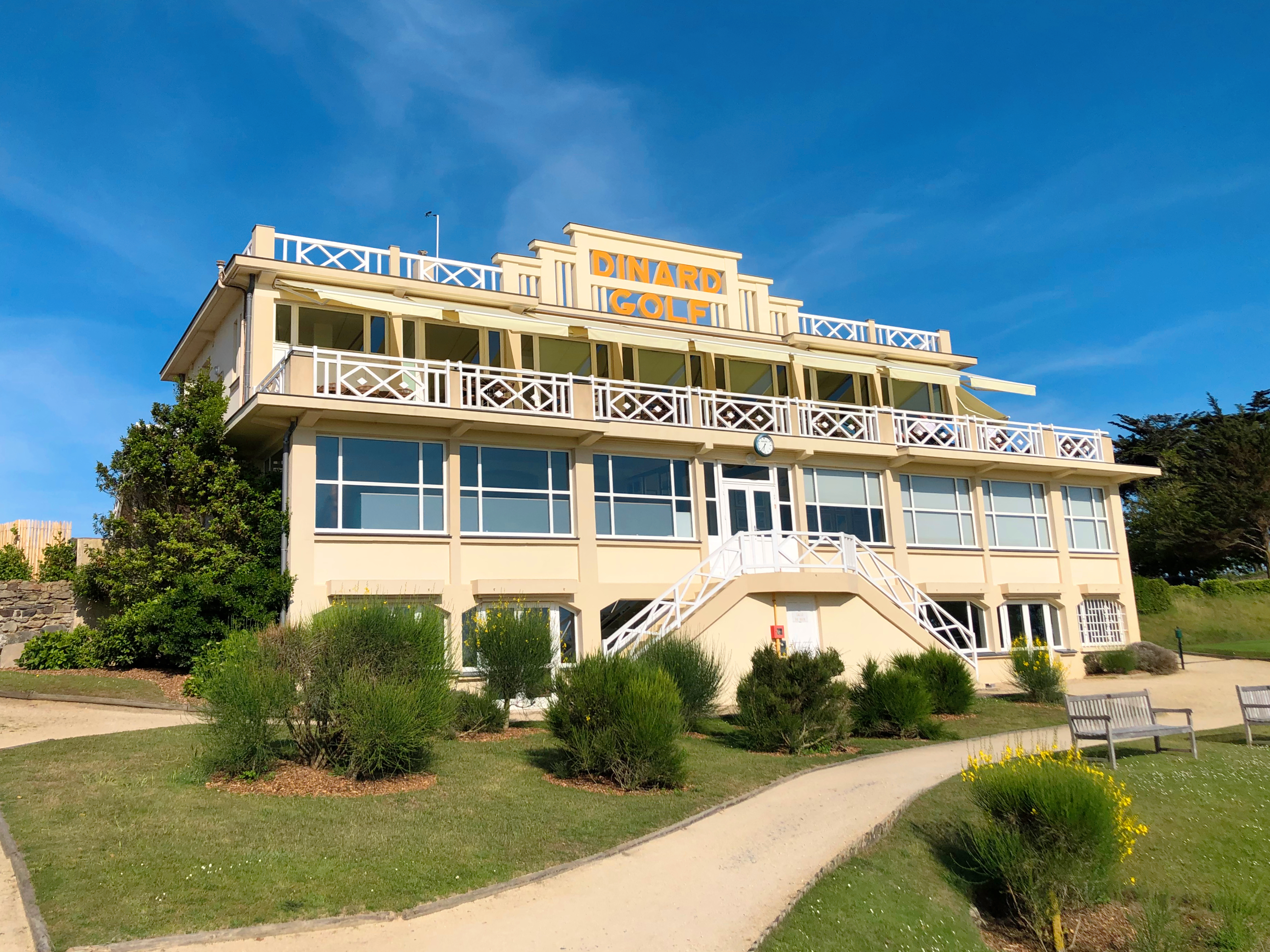
Façade ouest du club-house.

Le Dinard Golf est un des plus anciens golfs du continent européen. Il a été fondé à l'initiative d'une petite colonie de Britanniques qui habitait à Dinard à la fin du XIXe siècle. Conçu par l'architecte de golf écossais Tom Dunn (père de Seymour Dunn), il est inauguré en 1890. Il est apprécié notamment pour son parcours donnant une vue sur la mer,.
Le premier club-house en pierre, bois et ardoise édifié en 1892, est remplacé en 1927 par un bâtiment de style Art déco conçu par l'architecte Marcel Oudin. Dans un premier temps, il comprend deux niveaux : un étage de soubassement donnant sur les links et un rez-de-chaussée couvert d’un toit terrasse.
Vers 1935[réf. souhaitée], il est agrandi d’un étage supplémentaire qui abrite aujourd’hui un bar-restaurant. Dans cette vaste salle, un escalier central très stylisé, dont la rampe en ferronnerie est agrémentée de clubs et de balles, conduit aux étages inférieurs transformés en vestiaires. Restée apparente, la structure simple à planchers et poteaux de béton, a permis le percement de nombreuses baies qui s’ouvrent sur un large paysage maritime. Les enseignes découpées dans les frontons des garde-corps, au dessus de la construction.
Au cours de la Seconde Guerre mondiale, le parcours a été fermé pendant quelque temps. Il a rouvert en 1949[réf. souhaitée].
En 2013, le Dinard Golf change de propriétaire, à la suite du projet de déménagement du golf par un promoteur.
Le 27 octobre 2014, le Club-House en totalité, à l'exception toutefois du sas ajouté à l'entrée du bâtiment, est inscrit au titre des monuments historiques. Il s'agit, à date, de l’unique club-house protégé en  en France. Le périmètre de protection du club-house permet de protéger le golf.

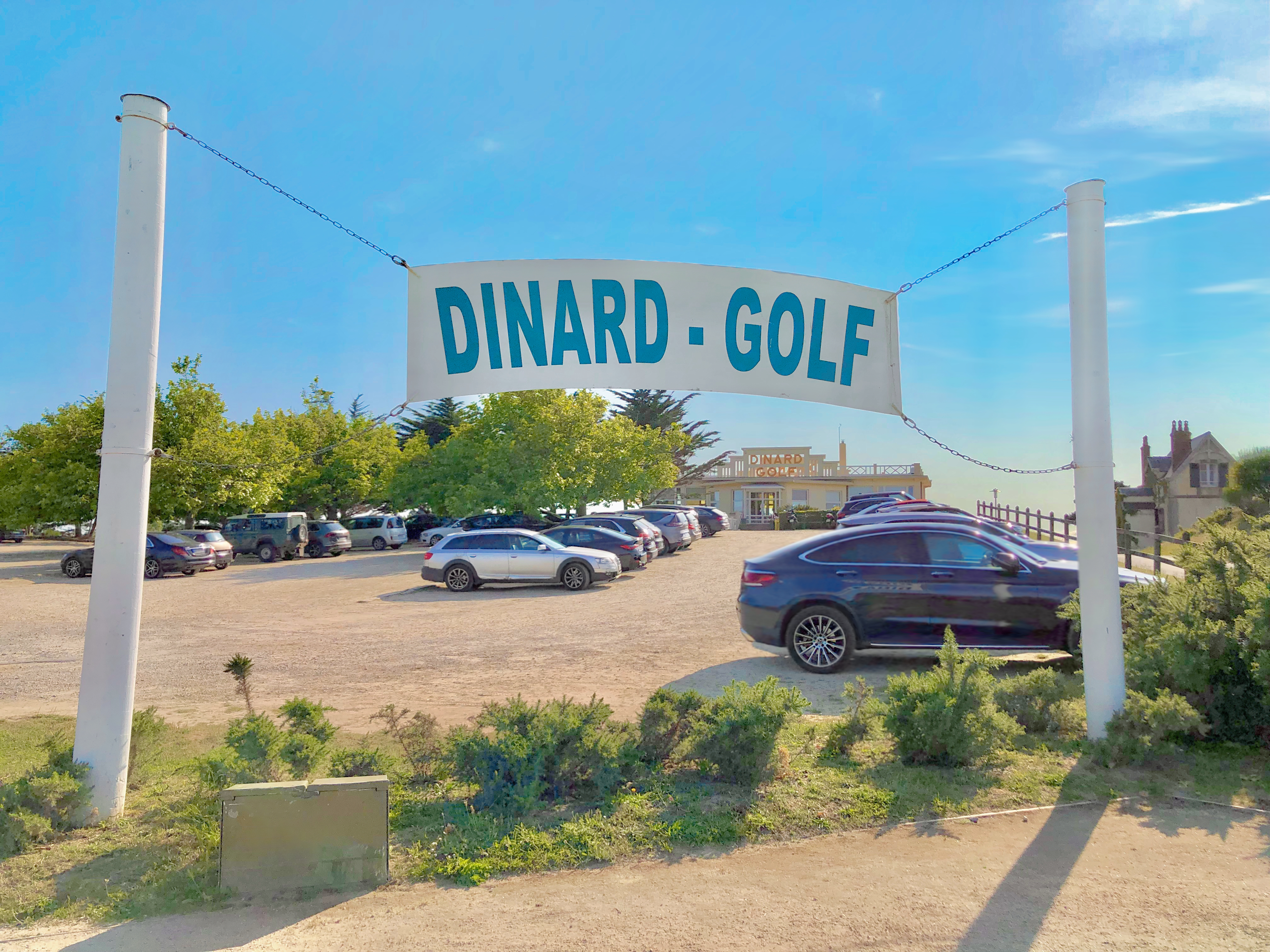
Entrée et parking du Dinard Golf.
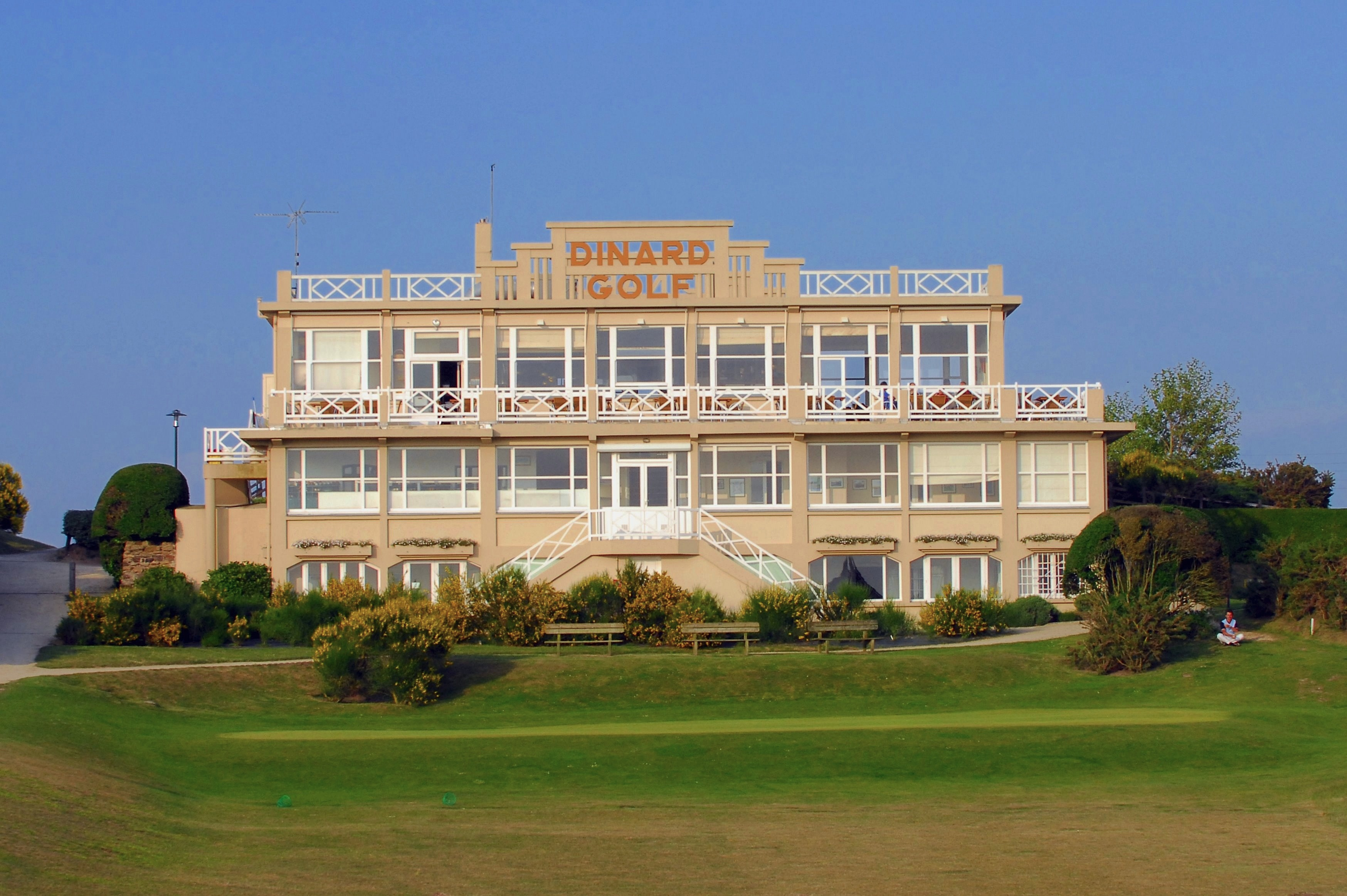
Le club-house qui a remplacé le premier bâtiment en 1927.
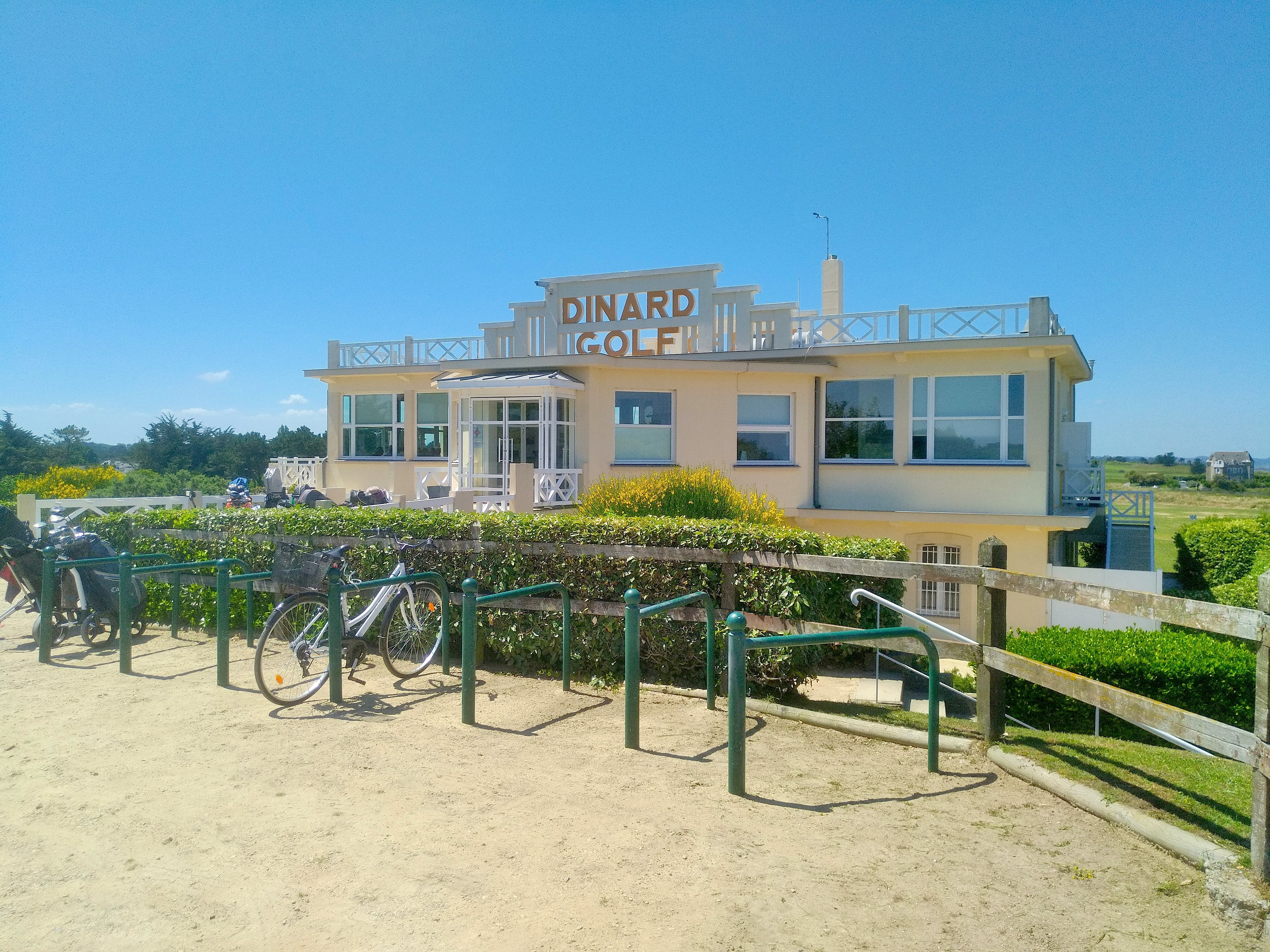
L'entrée, côté est, du club-house.
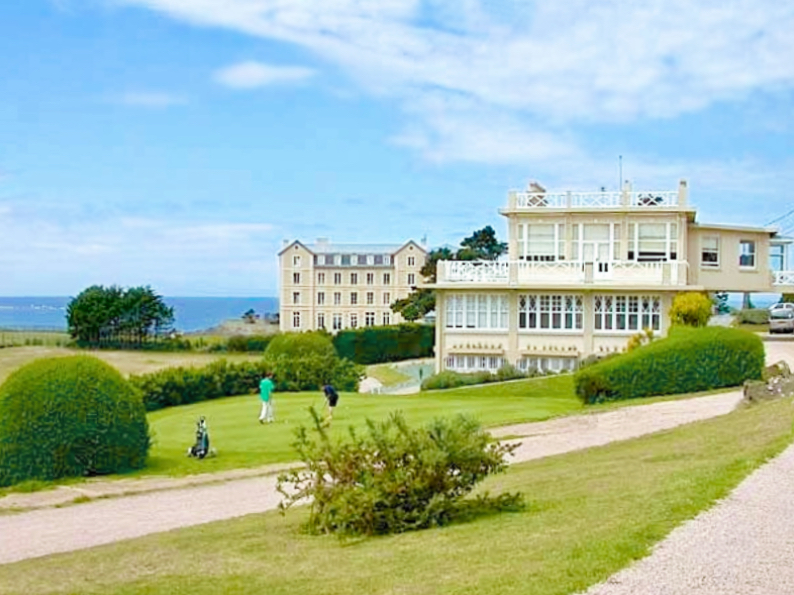
Façade sud du club-house avec le début du parcours.
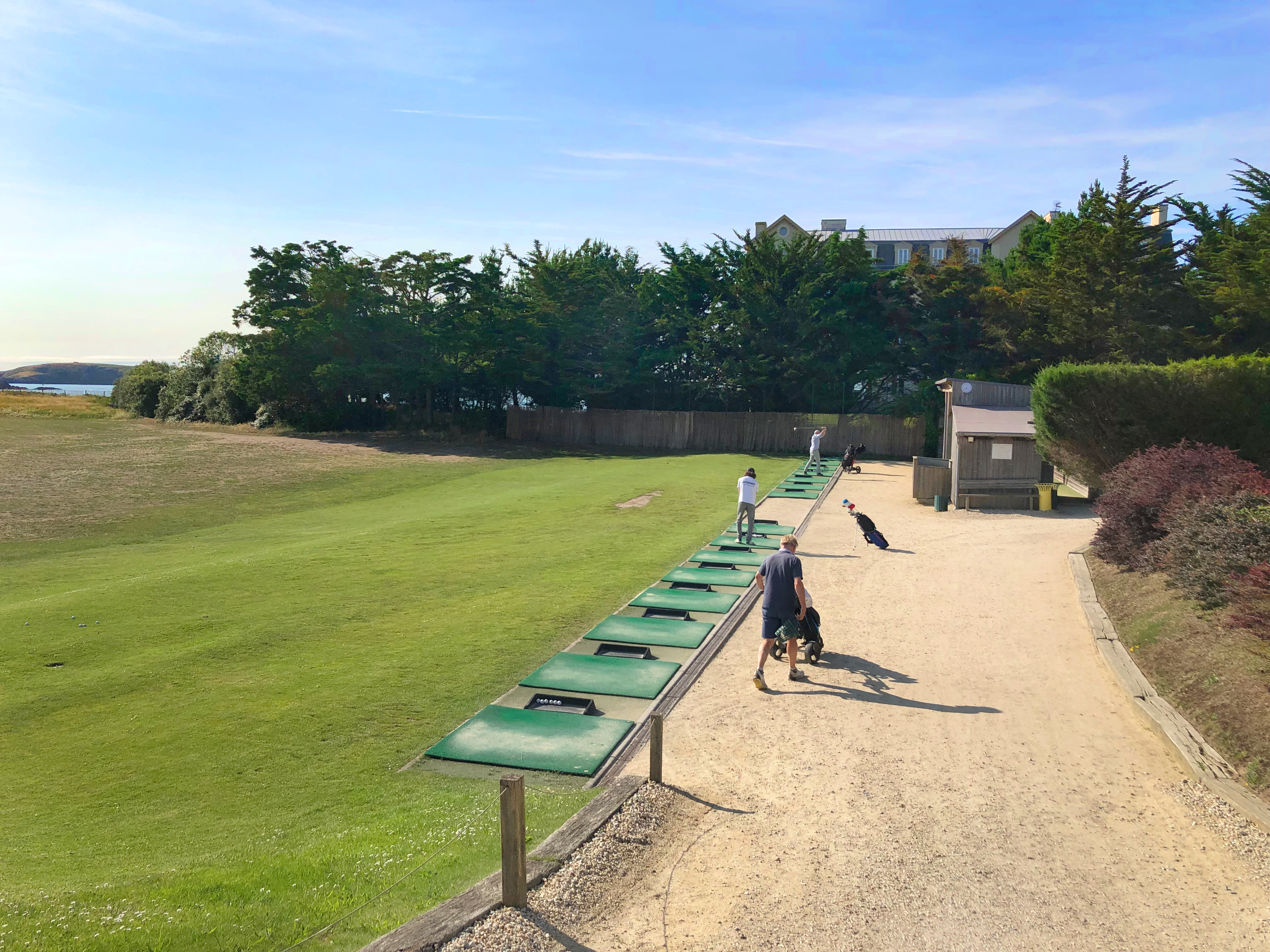
Le practice du Dinard Golf.
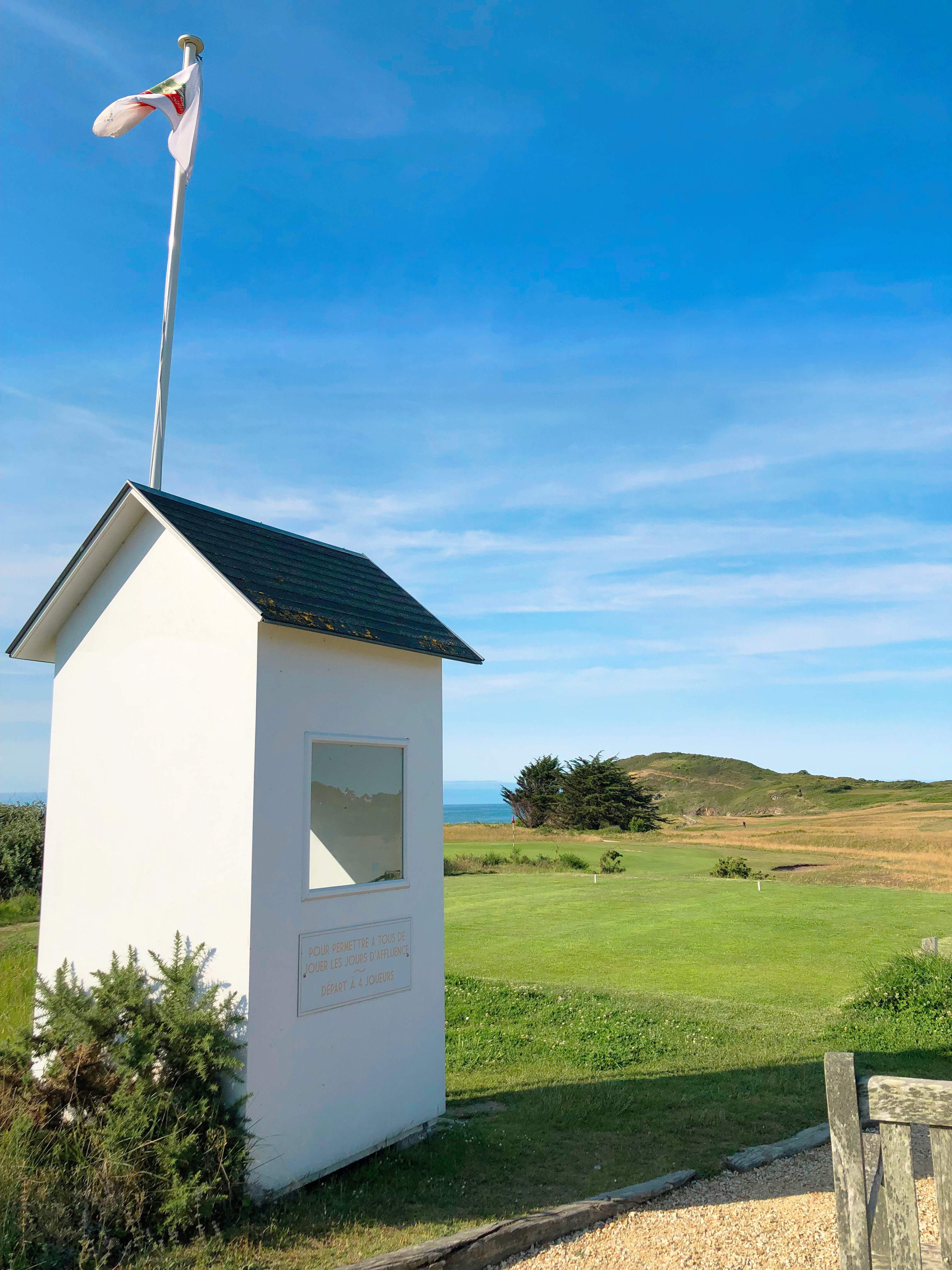
Le parcours près de la Pointe de la Garde-Guérin.
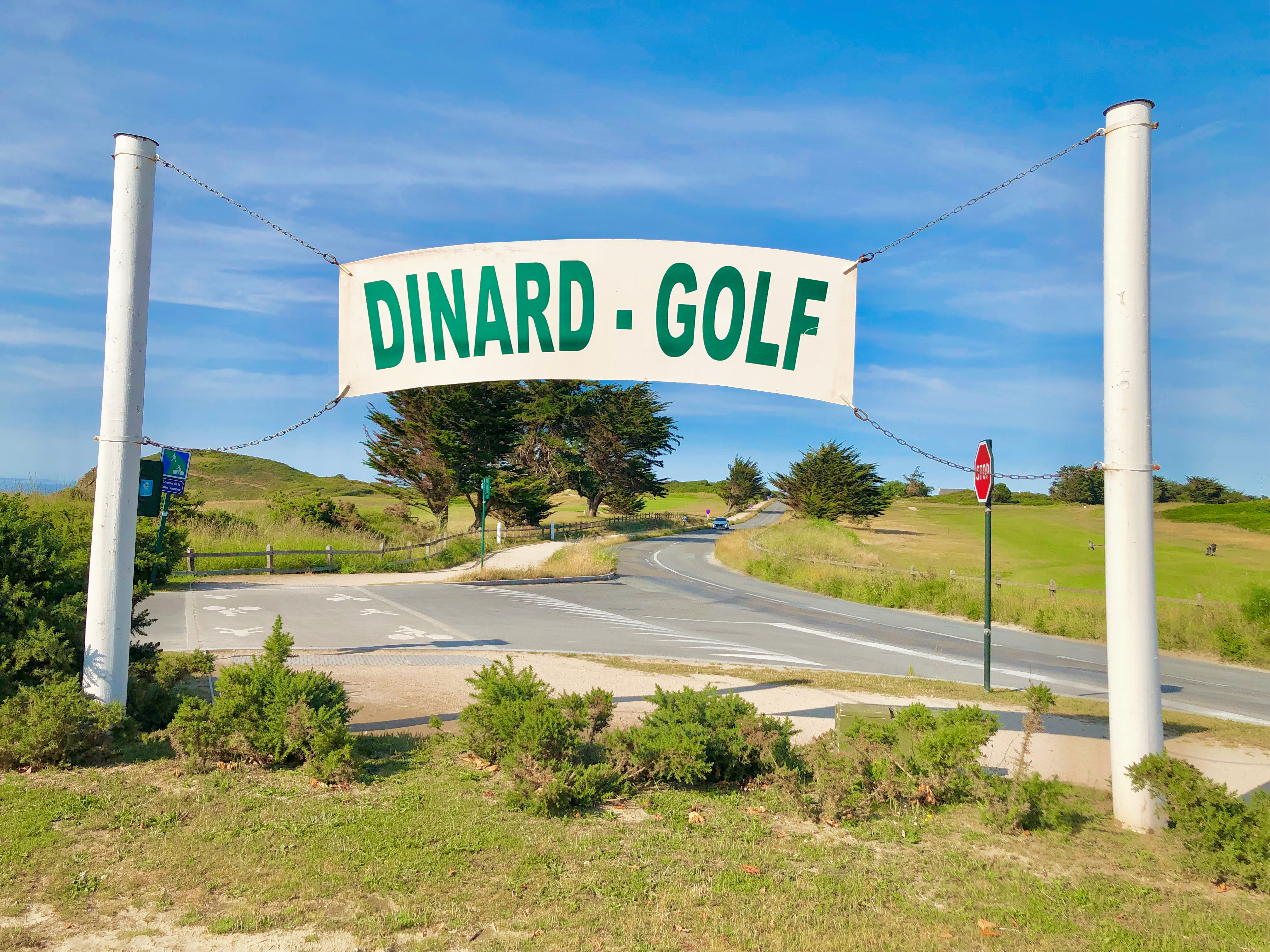
L’entrée du  golf avec la route D786 de Saint-Briac à Saint-Lunaire qui coupe le parcours en deux.